# Província de Kırşehir
La província de Kırşehir es localitza a la zona central de Turquia, i forma part de la regió d'Anatòlia Central. Es troba a la Falla nord-anatoliana, i actualment és una zona amb risc de terratrèmols. L'elevació mitjana és d'aproximadament 985 metres per damunt del nivell mar. La capital provincial és Kırşehir.
Va esdevenir província el 1924. el 30 de maig de 1954, va ser acceptada com a districte de Nevşehir. Més tard, els municipis de Kırşehir van ser dividits entre Ankara, Yozgat i Nevşehir. El 1957, Kırşehir esdevenia província altre cop.

## Història
Per a la història de la zona, vegeu l'apartat corresponent a l'article Kırşehir

## Districtes
La província de Kırşehir es divideix en 7 districtes:
- Akçakent
- Akpinar
- Boztepe
- Çiçekdağı
- Kaman
- Kırşehir
- Mucur